# 西印度毀滅述略
《西印度毁滅述略》（西班牙語：Brevísima relación de la destrucción de las Indias），又譯《西印度滅亡簡史》，由16世紀西班牙多明我會教士巴托洛梅·德拉斯·卡薩斯於1542年寫成。卡薩斯撰寫此書時，中美洲、加勒比地區、南美洲一帶，已被西班牙帝國所佔，當地的印第安人飽受西班牙人虐害，在數十年間人口大量折損（卡薩斯說，有1500萬印第安人死於無辜）。為此，他向西班牙國王费利佩二世呈遞這本著作，以揭露西班牙殖民者的殘虐行為。

## 缘起
作者拉斯·卡萨斯神甫早年多次远航美洲，在西印度等地从事传教等工作，目睹西班牙征服者在美洲的暴行，致力于为改善印第安人的境遇奔走。
1539年，拉斯·卡萨斯从美洲回到西班牙后，开始撰写一些有关印第安人的著作。《西印度毁灭述略》于1541年在巴伦西亚动笔，一年后完成。随后，作者将此书的一个抄本上呈给国王卡洛斯一世。1547年，将另一个增补过的抄本上呈给当时还是王储的腓力二世。1552年在塞维利亚正式出版。

## 内容
该书所涉及的地域包括了现在中美洲、加勒比地區、南美洲的大部分区域，几乎所有当时被西班牙所征服的地区都有记载。加勒比海地区，有伊斯帕尼奥拉岛、古巴岛、波多黎各岛、特立尼达岛、牙买加岛以及佛罗里达半岛。中美洲有尼加拉瓜、危地马拉、尤卡坦半岛以及墨西哥高原等地。南美洲方面，在加勒比海沿岸，有现在哥伦比亚的卡塔赫纳、圣玛尔塔等地和委内瑞拉以及内陆的奥里诺科河流域，在南美西海岸方面，包括了秘鲁等原印加帝国的统治区域以及现在哥伦比亚的内陆地区，此外还有拉普拉塔河地区。
书中主要记述西班牙人在美洲的烧杀抢掠为主。据记载，西班牙人在村落中往往进行不分男女老少的屠杀，手段残忍，比如有挑破孕妇肚皮、摔死婴儿等等，也有将印第安人用文火炙烤致死的。 还写道西班牙人奴役印第安人，有在农场或者矿场里做苦工，或是背负搬运极重的东西，几乎不给食物，导致大量印第安人死亡。 在采珠场里强迫印第安人长时间在水下采集珍珠，露出水面稍长就被监工殴打。 还提到西班牙人为了掠夺印第安人的财富，常常向印第安人强行出售没收来的偶像，这显然和向印第安人传播基督教的任务的相悖的。
由于西班牙人行为残暴恶劣，拉斯·卡萨斯常常说他们为“所谓的基督徒”、“自称的基督徒” ，也有谴责他们的“残暴的基督徒”、“凶恶的基督徒” “基督歹徒” ，甚至是咒骂“这些基督徒都是些白痴、吝啬鬼、凶残暴虐之徒和品质恶劣之辈”、“基督徒也定被判入地狱” 以及“把这群基督徒称做魔鬼” 。
相反，拉斯·卡萨斯相当同情印第安人，认为他们善良、聪明，容易接受基督教，并能成为很好的教徒。
在书中涉及到一些当时的权贵，拉斯·卡萨斯很少在书中直呼其名，一般代称队长、总督等等。对于一些重大事件，如科尔特斯囚禁蒙特苏马以及皮萨罗杀死阿塔瓦尔帕等事，书中均有记载和不点名的批评。

## 影响
拉斯·卡萨斯将此书上呈给卡洛斯一世之后，受到国王的重视，并在此后的一些法令中接纳了拉斯·卡萨斯的建议。并在1544年派他去美洲担任恰帕斯地区的主教。
此书出版后影响巨大，由于此书触及到了西班牙征服者的利益，赞成者和批评者均很多。赞成者认为拉斯·卡萨斯勇于揭露真相，富有人道主义精神。反对者认为他无中生有、信口开河，损害西班牙的利益，而且质疑其记述的可靠性。 而在日後的西方史學界，仍視此書為西屬美洲文獻中的經典，拉斯·卡薩斯亦因此得到稱許，如歷史學者詹姆斯·湯普森便形容他為西屬美洲歷史家當中的「第一位同時也是最偉大的一位」。
《西印度毁滅述略》的中文譯本，有北京商務印書館的孫家堃譯本，该译本承西班牙文化部资助出版。

## 外部連結
- Brief Account of the Destruction of the Indies - 古腾堡计划
- 暴君阿尔巴公爵和国王菲利普二世的其他指挥官在荷兰犯下的残酷而可怕的西班牙暴政的真实反映 （页面存档备份，存于）